# Dolf Hutschemaekers
Adolf Joseph (Dolf) Hutschemaekers (Bocholtz, 29 juni 1921 - Roermond, 24 oktober 2014) was een Limburgs bondsbestuurder en politicus voor de Katholieke Volkspartij.
Dolf Hutschemaekers was een zoon van de landbouwer Willem Hubertus Franciscus Hutschemaekers en Maria Mathildis Vaessen. Na het gymnasium aan het Bisschoppelijk College Sint Jozef in Sittard studeerde hij filosofie aan het klein-seminarie Rolduc (vanaf 1940) en theologie aan het Groot-Seminarie in Roermond. Vervolgens behaalde hij zijn licentiaat in de politieke en sociale wetenschappen aan de Universiteit van Leuven in 1949. In 1953 trouwde hij in Roermond met Helena Maria Gertrudis (Leny) van de Leur, met wie hij drie dochters en vier zonen kreeg.
Vanaf 1950 werkte Hutschemaekers als voorlichter bij de Coöperatieve dienst van de Limburgse Land- en Tuinbouwbond LLTB, waar hij later tot 1964 adjunct-secretaris van was. Vanaf 1964 was hij secretaris, belast met vormingswerk en maatschappelijke problemen.
Van 1967 tot 1977 was Hutschemaekers lid van de Tweede Kamer, waar hij zich onder andere bezighield met landbouw, onderwijs en wetenschappen en milieuhygiëne. Hij behoorde tot de rechtervleugel van de KVP, en werd in 1972 met voorkeurstemmen herkozen. Hij was van 1971 tot 1973 ondervoorzitter van de vaste commissie voor Onderwijs en Wetenschappen, en van 1976 tot 1977 van de vaste commissie voor het wetenschapsbeleid.